# Luigi Colani
Luigi Colani, nascido Lutz Colani (Berlim, 2 de agosto de 1928 – Karlsruhe, 16 de setembro de 2019), foi um designer alemão. Colani era filho de um cenógrafo suíço-italiano de ascendência curda e mãe de ascendência polonesa.
Conhecido principalmente pelas formas aerodinâmicas e biomorfas de automóveis, aeroplanos e bens de consumo.

## Galeria

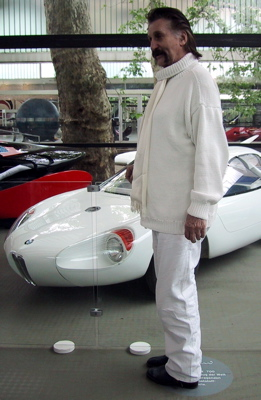
Luigi Colani.
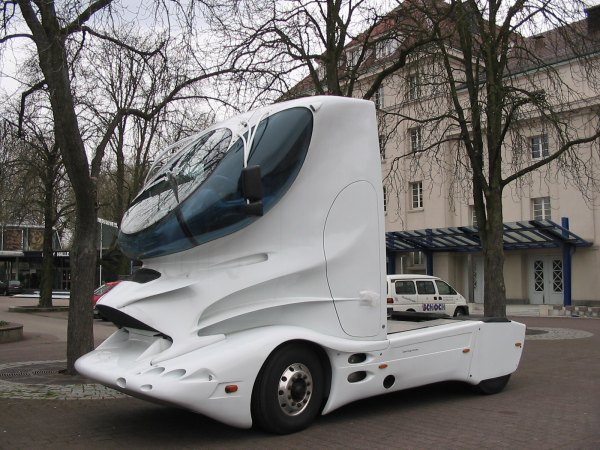
Protótipo de caminhão desenhado por Colani.
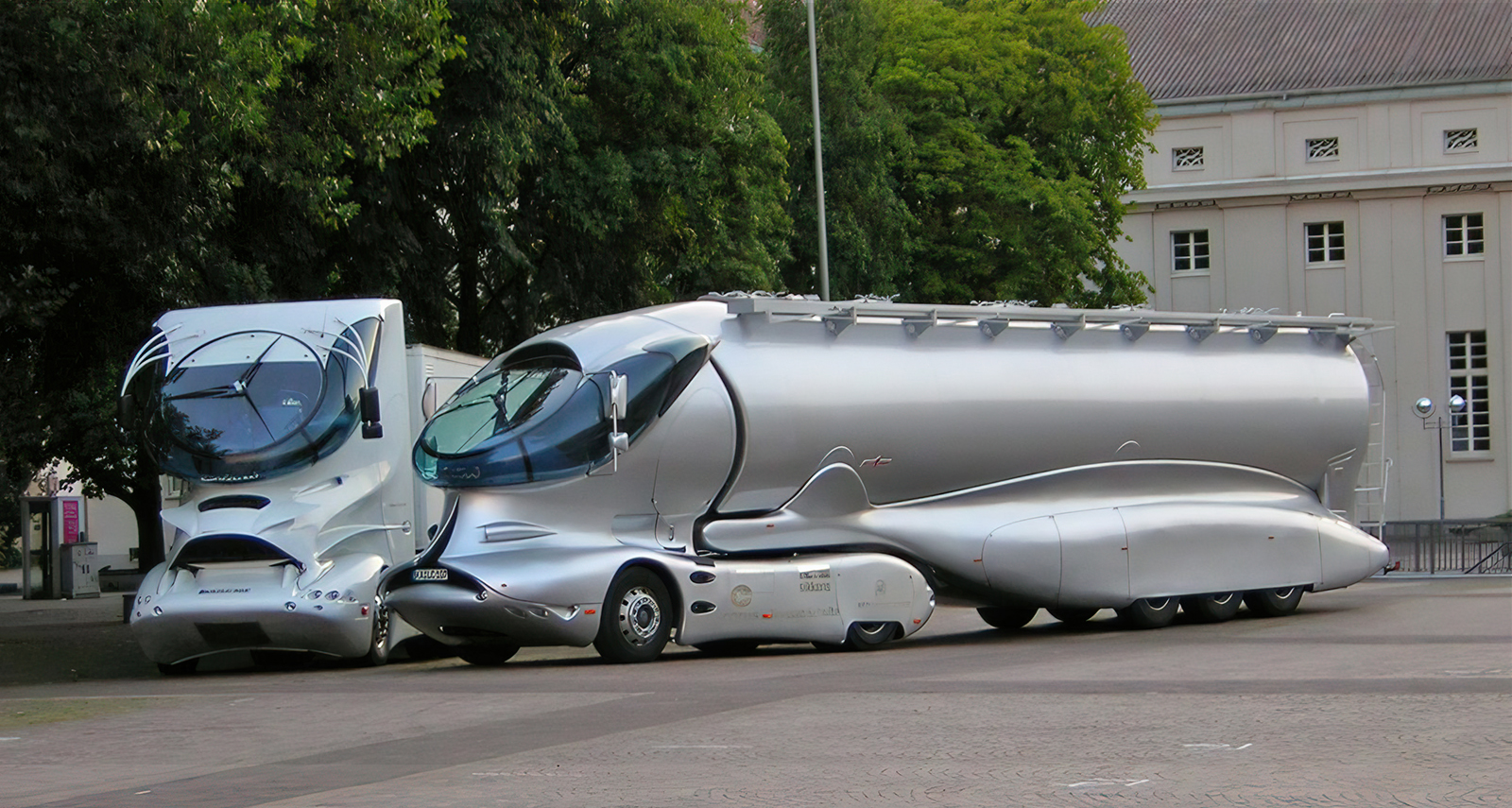
Protótipo de caminhão desenhado por Colani.
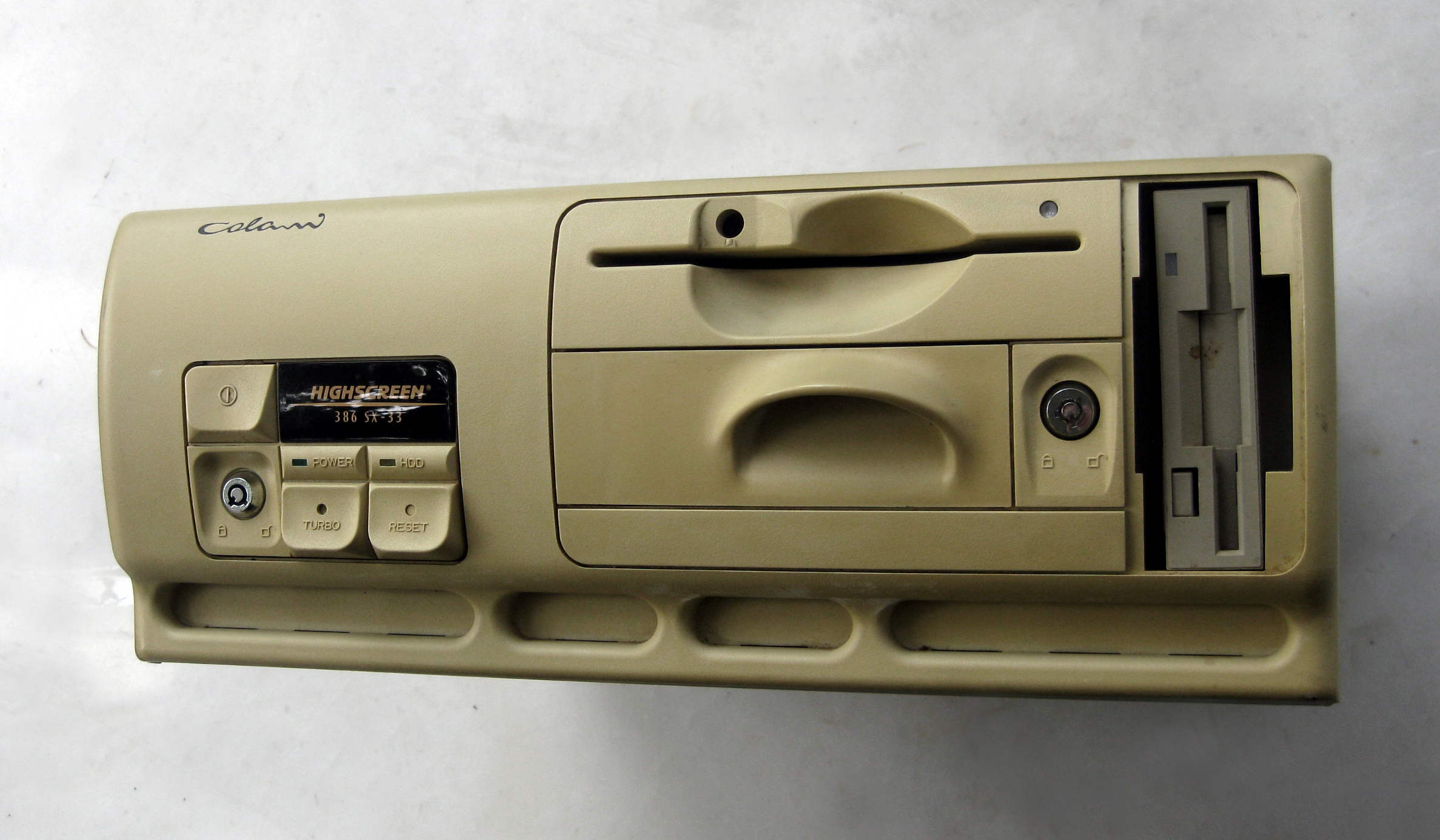
Computador pessoal para Vobis.
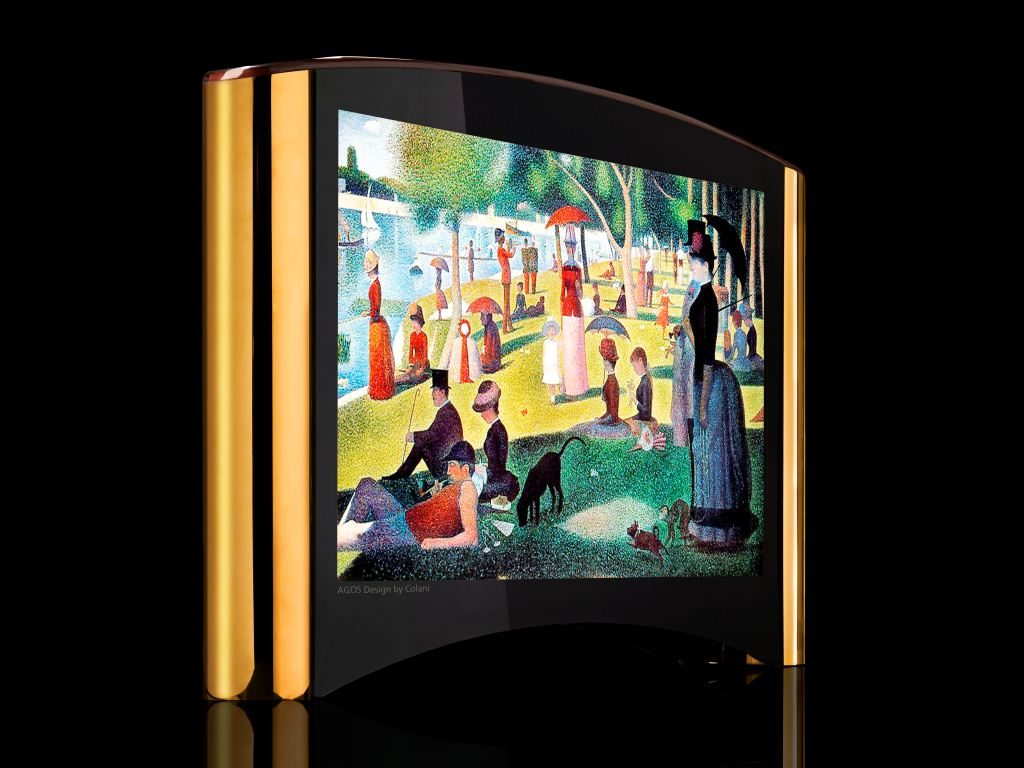
AGOS Computer Serie: Opus Magnum, desenhado por Colani, 2009.